# Pierre Desrumaux
Pour les articles homonymes, voir Desrumaux.
Pierre Desrumaux, né à Lille le 22 mars 1899 et mort à Wasquehal le 9 avril 1990, est un peintre français.

## Biographie
Élève de Pharaon de Winter, de Jules Adler et de Fernand Sabatté, il expose au Salon des artistes français dont il est sociétaire, y obtient une mention honorable en 1927 comme peintre et en 1928 comme lithographe. En 1929, il y présente les toiles La Corporation des porteurs de beurre, à Bergues et Paysan flamand. 
En 1933-1934, il séjourne à Madrid en tant que pensionnaire de la Casa de Velázquez à Madrid grâce à une bourse de la ville de Lille.  

## Publication
- 1930 : Souvenirs de Bretagne par Pierre Desrumaux, Éditeur : A. Durant, Lille.